# Albrecht Manegold
Albrecht Manegold (* 1973 in Mannheim) ist ein deutscher Ornithologe und Paläontologe. Er arbeitete als wissenschaftlicher Mitarbeiter in der Abteilung Terrestrische Paläontologie am Senckenberg Forschungsinstitut und Naturmuseum Frankfurt und ist seit März 2014 als Kurator für die Wirbeltiersammlungen des Staatlichen Museums für Naturkunde Karlsruhe verantwortlich. Sein Forschungsschwerpunkt liegt unter anderem auf der Evolution der Sperlingsvögel (Passeriformes) und Spechtvögel (Piciformes). Auf diesem Gebiet lieferte Manegold unter anderem Beiträge durch die Beschreibung mehrerer fossiler Taxa, etwa des Baumläuferverwandten Certhiops rummeli oder des Spechts Australopicus nelsonmandelai.

## Biografie
Albrecht Manegold wurde 1973 in Mannheim geboren. Er studierte Biologie an der Freien Universität (FU) Berlin und promovierte 2005 mit der Arbeit Zur Phylogenie und Evolution der „Racken“-, Specht- und Sperlingsvögel („Coraciiformes“, Piciformes und Passeriformes: Aves) bei Professor Walter Sudhaus. Bereits zuvor war er als Dozent an der FU tätig und arbeitete parallel dazu mit Gerald Mayr an der Sektion Ornithologie des Forschungsinstituts Senckenberg zusammen. Die Arbeiten von Manegold und Mayr fußten vor allem auf Ausgrabungen in der deutschen Grube Messel und befassten sich mit der Entwicklung der frühen Sperlingsvögel und anderer Linien der „höheren Landvögel“. Seit 2009 widmet sich Manegold auch der Erforschung der Fossillagerstätte Langebaanweg in Südafrika.

## Auszeichnungen
- 2007: Bernhard Rensch-Preis der Gesellschaft für Biologische Systematik für seine Dissertation
- 2008: Maria-Koepcke-Preis der Deutschen Ornithologen-Gesellschaft für Manegolds Großgruppensystematik der Vögel anhand morphologischer Merkmale.[3]